# 哗变
哗变是指一群人（通常是军队、船员或海盗）武裝反抗或試圖推翻他们以前所效忠的组织。
在地理大发现時代，叛變意味着船員公开反抗船长。例如斐迪南·麥哲倫环游世界期间就出現過船員叛變情況，导致一名叛变者被杀，另一名被处决，其他人被流放，此外還出現過邦蒂號叛變事件。
在一些國家，被判犯有叛变罪的人可能會面临死刑。